# منتخب أذربيجان لكرة الصالات
منتخب أذربيجان الوطني لكرة قدم الصالات (بالأذرية: Azərbaycan milli futzal komandası)‏ هو ممثل أذربيجان الرسمي في المنافسات الدولية في كرة الصالات .